# Alma de diamante (álbum)
Alma de diamante es el primer álbum de estudio de la banda de rock argentino Spinetta Jade, y el décimo segundo con participación decisiva de Luis Alberto Spinetta. Fue grabado en 1980. El disco fue presentado anticipadamente en agosto de ese mismo año en el Estadio Obras Sanitarias. La banda formó con Luis Alberto Spinetta (guitarra y voz), Pomo Lorenzo (batería), Juan del Barrio (teclados), Diego Rapoport (teclados) y Beto Satragni (bajo). El disco está integrado por siete temas de Spinetta inspirados en la obra del antropólogo Carlos Castaneda, relacionada con el chamanismo.
En 1995, la discográfica BMG, en alianza con las empresas discográficas Mordisco y Ratón Finta, editaron Alma de diamante en formato de CD. Años después, en el megarrecital Spinetta y las Bandas Eternas (del año 2009), llevado a cabo para celebrar los 40 años de Spinetta en la música, el cantautor interpreta dos temas del álbum, "Sombras en los álamos" y "Alma de diamante", en ambos casos junto a Juan del Barrio.
El álbum fue ampliamente consagrado por la crítica y es frecuentemente celebrado por la misma (y los fanes del músico) como uno de los discos más importantes en la carrera de Luis Alberto Spinetta. Al cumplirse un año de la muerte de Spinetta, la Secretaría de Cultura de la Nación organizó un gran recital en Villa Gesell, el Concierto Homenaje a Spinetta, que llevó el nombre de "Alma de diamante, Todos Cantamos a Spinetta".

## El álbum
El disco está integrado por siete temas compuestos por Spinetta bajo la inspiración de sus lecturas de cuatro libros relacionados con el chamanismo, del antropólogo Carlos Castaneda: Las enseñanzas de Don Juan, Una realidad aparte, Viaje a Ixtlán y Relatos de poder.
Spinetta declaró que para él la obra de Castaneda era de enorme importancia, marcando un antes y después en la literatura latinoamericana, destacando sobre todo su apartamiento de los esquemas culturales eurocéntricos. Pero también explicó que sus canciones en el álbum no expresan una identificación con el pensamiento de Castaneda:

Se ha hecho como una especie de mitología alrededor de Spinetta y Castaneda. Yo insisto en este punto: no existe ninguna relación directa entre la literatura de Castaneda y lo que yo propongo en mis letras, sino que simplemente he utilizado visiones de su lectura; visiones del mundo que describe ese autor a mí me han aportado factores poéticos para las letras... A través de eso mucha gente empezó a leer cosas de Castaneda. Me parece genial, el mensaje está cumplido. Ahora yo estoy muy lejos de poder vivir en la península de Yucatán y tener experiencias con los coyotes en el desierto. Más bien que hay que pelear con Segba, el termotanque, los impuestos, miles de cosas de otra realidad... Yo no soy guerrero, ni yaqui, ni tarahumara.
Luis Alberto Spinetta

## Los temas
El álbum abre con un tema instrumental, "Amenábar", dedicado a una de las calles de Belgrano, su barrio de nacimiento, donde se destacan los juegos de teclados y su propia guitarra.
El segundo tema es "Alma de diamante", uno de los temas clásicos del cancionero spinetteano, en el que la peculiar voz aspirada de Spinetta resalta en la sucesión de aes del estribillo. La cantante Fabiana Cantilo cuenta:

Corría el año ’81, ’82... Puse el vinilo que trajo Ramiro. “Fabi, mirá esto”, me dijo. Y enseguida arranca al teclado Juan Del Barrio... “ven a mí/ con tu dulce luz”... Pero sí sé una cosa: que esta canción me voló la cabeza, por lo que dice, porque esa expresión, “alma de diamante”, es uno de los mejores halagos que te pueden decir. Y no sé a quién se lo habrá escrito Luis, pero es un tema santo.
Fabiana Cantilo

Siempre me decía papá "pero vos, y todos, tenemos un diamante...". Me lo decía siempre, y me lo decía como ejemplo para todo, y cuando yo estaba medio "en una" era como "che, el diamante!". Y que todos somos diamantes en bruto, todos tenemos ese poder, digamos, esa capacidad de ser la flor más hermosa, o lo que tenga más vida, pero que hay que pulirlo todos los días.
Vera Spinetta

Luego vienen dos canciones directamente inspiradas en Castaneda, "Dale gracias" («recuerda que un guerrero no detiene jamás su marcha») y "Con la sombra de tu aliado (el aliado)" («en el desierto ves la verdad»). Una tercera canción en la misma línea, "Ixtlán", quedó afuera del álbum.
El quinto tema es "La diosa salvaje", donde se destaca el piano de Diego Rapoport, en el intermedio instrumental. Años después, en la década de 1990, Spinetta bautizaría "La Diosa Salvaje" al estudio de grabación que instaló en su casa, luego de enfrentarse a las grandes compañías discográficas.
El sexto tema es "Digital Ayatollah" un poderoso tema instrumental en el que los instrumentos frasean y dialogan constantemente, dirigidos por el vigor de la batería de Pomo. La referencia al ayatola se relaciona con la Revolución iraní sucedida el año anterior y liderada por el ayatolá Jomeini, pero está dedicado a John McLaughlin.

Creo que McLaughlin es lo máximo en concepción de vida. Por eso le dedico este tema, basado -como el "Digital Ayatolah" y otros intentos- en una elaboración personal de él.

El último tema, "Sombra de los álamos", es el más largo del álbum (8:07). Alterna partes instrumentales con partes cantadas en las que Spinetta dice «niños, no mueran en la calle». 

## Lista de temas
Todas las canciones escritas y compuestas por Luis Alberto Spinetta. 
| N.º | Título                                   | Duración |  |
| 1.  | «Amenábar»                               | 5:29     |  |
| 2.  | «Alma de diamante»                       | 4:20     |  |
| 3.  | «Dale gracias»                           | 5:20     |  |
| 4.  | «Con la sombra de tu aliado (el aliado)» | 4:27     |  |
| 5.  | «La diosa salvaje»                       | 6:20     |  |
| 6.  | «Digital Ayatollah»                      | 5:01     |  |
| 7.  | «Sombras en los álamos»                  | 8:07     |  |

## Músicos
- Beto Satragni: Bajo.
- Diego Rapoport: Pianos Rhodes y Yamaha y OBX-8 en "Sombras en los álamos".
- Héctor "Pomo" Lorenzo: Batería y percusión.
- Juan del Barrio: OBX-8, Minimoog y ARP Odyssey.
- Luis Alberto Spinetta: Guitarras y voz.

## Créditos
- Ingeniero: Carlos Piriz.
- Asistente: Laura Fonzo.
- Asistencia Técnica: Dery y Miguel Scalise.
- Equipamiento: Juan Carlos Blardone, Juan Ignacio Lebek, Juan Carlos Camacho.
- Fotografía: Hidalgo Constante Boragno.
- Producción Artística: Luis Alberto Spinetta.
- Producción Ejecutiva: Alberto Ohanian.

## Nota interna del Disco
Este álbum y en especial ese verde jade inalterable de nosotros permanecera más allá de las expectativas del que no escucha ni ve. ¿y que tal si a pesar de eso sigue siendo alma de diamante?. Esto mismo se lo dedico con mi corazón a Alberto Ohanian por tantas cosas realmente increíbles y a los músicos, dentro y fuera de Jade, que apoyaron esta idea con el sólo interés de la música y de la poesía.
Luis Alberto Spinetta